# Xã Parker, Quận Turner, Nam Dakota
Xã Parker (tiếng Anh: Parker Township) là một xã thuộc quận Turner, tiểu bang Nam Dakota, Hoa Kỳ. Năm 2010, dân số của xã này là 237 người.